# Kacper Smoliński
Kacper Smoliński (Police, 7 febbraio 2001) è un calciatore polacco, centrocampista del Pogoń Stettino.

## Caratteristiche tecniche
È un trequartista.

## Carriera

### Club
Cresciuto nel settore giovanile del Pogoń Stettino, debutta in prima squadra il 29 giugno 2020 in occasione dell'incontro di Ekstraklasa perso 2-1 contro il KS Cracovia; il 12 luglio seguente realizza a cinque minuti dal termine la rete del definitivo 2-2 contro lo Śląsk Breslavia.

### Nazionale
Ha giocato nelle nazionali giovanili polacche Under-18 ed Under-21.

## Statistiche
Statistiche aggiornate al 12 aprile 2021.

### Presenze e reti nei club
| Stagione        | Squadra         | Campionato      | Campionato | Campionato | Coppe nazionali | Coppe nazionali | Coppe nazionali | Coppe continentali | Coppe continentali | Coppe continentali | Altre coppe | Altre coppe | Altre coppe | Totale | Totale | Totale |
| Stagione        | Squadra         | Comp            | Pres       | Reti       | Comp            | Pres            | Reti            | Comp               | Pres               | Reti               | Comp        | Pres        | Reti        | Pres   | Reti   |        |
| --------------- | --------------- | --------------- | ---------- | ---------- | --------------- | --------------- | --------------- | ------------------ | ------------------ | ------------------ | ----------- | ----------- | ----------- | ------ | ------ | ------ |
| 2019-2020       | Pogoń Stettino  | EK              | 3          | 1          | CP              | 0               | 0               |                    | -                  | -                  |             | -           | -           | 3      | 1      |        |
| 2020-2021       | Pogoń Stettino  | EK              | 22         | 1          | CP              | 3               | 1               |                    | -                  | -                  |             | -           | -           | 25     | 2      |        |
| Totale carriera | Totale carriera | Totale carriera | 25         | 2          |                 | 3               | 1               |                    | -                  | -                  |             | -           | -           | 28     | 3      |        |